# حركة طبيعية
الحركة الطبيعية ما لا يحصل بسبب أمر خارج، ولا يكون مع شعور وإرادة، كحركة الحجر إلى أسفل.